# Keith Smith (Footballspieler)
Alton Keith Smith Jr. (* 8. April 1992 in Pomona, Kalifornien) ist ein US-amerikanischer American-Football-Spieler auf der Position des Fullbacks. Er spielte College Football für die San José State University und spielt aktuell für die Atlanta Falcons in der National Football League (NFL).

## Frühe Jahre
Keith Smith besuchte die Charter Oak High School in Covina, Kalifornien, wo er für das Schulfootballteam auf der Position des Linebackers spielte. Später besuchte er die San José State University, wo er zwischen 2010 und 2013 als Inside Linebacker auflief.

## NFL

### Dallas Cowboys
Nachdem Smith im NFL-Draft 2014 nicht ausgewählt worden war, nahmen ihn die Dallas Cowboys in ihren Kader auf. Vor der Saison 2014 wurde er zum Practice Squad der Cowboys hinzugefügt. Auf Grund mehrerer Verletzungen am Anfang der Saison auf der Position des Linebackers bei den Cowboys wurde Smith am 20. September 2014 in den aktiven Kader berufen. Er absolvierte sein NFL-Debüt am dritten Spieltag im Spiel gegen die St. Louis Rams (34:31). Nachdem er mehrmals zwischen Practice Squad und aktivem Roster hin und her geschoben wurde, spielte er ab dem 26. November 2014 endgültig im aktiven Roster der Cowboys bis zum Ende der Saison mit. Insgesamt absolvierte er zehn Spiele in seiner Rookie-Saison.
Nachdem Smith in der Saison 2015 noch als Inside Linebacker eingesetzt worden war, wurde er zum Ende der Saison auf die Position des Fullbacks versetzt.
Vor der Saison 2016 wurde Smith zum startenden Fullback ernannt. Am ersten Spieltag der Saison konnte er seinen ersten Laufversuch (3 Yards) verzeichnen. Am darauffolgenden Spieltag fing er seinen ersten Pass in der NFL für 5 Yards.
Auch in der Saison 2017 lief er als startender Fullback bei den Cowboys auf.

### Oakland Raiders
Am 15. März 2018 unterschrieb Smith einen Vertrag bei den Oakland Raiders. Hier absolvierte er alle 16 Spiele. Vor der Saison 2019 wurde Smith entlassen, da er auf Grund einer Verletzung fast die gesamte Saisonvorbereitung verpasst hatte.

### Atlanta Falcons
Am 2. September 2019 wurde Smith von den Atlanta Falcons aufgenommen. In der Saison 2021 erzielte er seine Karrierebestleistungen von 31 erlaufenen und 56 gefangenen Yards.

## Persönliches
Smith kam nach eigenen Angaben zum Football, als er elf Jahre alt war. Seine Schwester kam zu diesem Zeitpunkt mit dem damals aktiven Cornerback Jason David zusammen. Daraufhin besuchte Smith auch dieselbe Highschool wie David. Heute ist Jason David Keiths Schwager. Am 24. Mai 2023 kam Smith auf Grund von Verkehrsverstößen kurzzeitig ins Gefängnis.